# 2/2e bataillon de mitrailleuses (Australie)
Pour les articles homonymes, voir 2e bataillon.
Le 2/2e bataillon de mitrailleuses australien est un bataillon de l'armée australienne créé en 1940.

## Officiers commandants
| Date de début | Date de fin | Officiers commandants,                     |
| ------------- | ----------- | ------------------------------------------ |
| 1940          | 1942        | Lieutenant-colonel David Whitehead (en)    |
| 1942          | 1945        | Lieutenant-colonel Edward Macarthur-Onslow |
| 1945          | 1945        | Lieutenant-colonel Arthur Searle           |